# Dimatis

Diagramme de Venn d'un syllogisme en Dimatis.

Dimatis (également appelé Dibatis dans la Logique de Port-Royal) est un terme de la logique aristotélicienne désignant un des cinq syllogismes de la quatrième figure des vingt-quatre modes. Il comprend une majeure de type I, une mineure de type A et une conclusion de type I, c'est-à-dire une majeure particulière affirmative, une mineure universelle affirmative et une conclusion particulière affirmative.
Un syllogisme en Dimatis consiste en une proposition de ce type : quelque P est M, or tout M est S, donc quelque S est P.
Les quatre autres syllogisme de la quatrième figure sont Bamalip, Camenes, Fesapo et Fresison.

## Exemples de syllogismes en Dimatis
1. Quelques chats ont le museau retroussé ;
2. Tout ce qui a le museau retroussé appartient au règne animal ;
3. Quelques chats font donc partie du règne animal.

1. Il y a des gens qui font de la peinture ;
2. Tous ceux qui font de la peinture sont artistes ;
3. Il y a donc des gens qui sont artistes.

1. « Quelque fou dit vrai ;
2. Quiconque dit vrai mérite d'être suivi ;
3. Donc il y en a qui méritent d'être suivis, qui ne laissent pas d'être fous. »[1]